# الیکس کلینمن
الیکس کلینمن (انگلیسی: Alix Klineman؛ زادهٔ ۳۰ دسامبر ۱۹۸۹) بازیکن والیبال ساحلی زن اهل ایالات متحده آمریکا است.